# وقتی لیموها زرد شدند
وقتی لیموها زرد شدند (به انگلیسی: WHEN THE LEMONS TURNED YELLOW) اولین فیلم بلند سینمایی محمدرضا وطن دوست فیلمی شاعرانه و ضد جنگ است که سال ۱۳۸۶ در ارتفاعات شهرستان ساری در شمال ایران (مازندران) در شرایط سخت برفی فیلمبرداری شده‌است. این فیلم اولین فیلم بلند سینمایی به زبان مازنی در تاریخ سینمای ایران است که در جشنواره بین‌المللی فیلم فجر ۱۳۸۷ به نمایش در آمده و جایزه بهترین فیلمبرداری را به دست آورده است و حضور بین‌المللی موفقی داشته و جوایز و افتخارات بسیاری همچون تندیس بهترین فیلم اول از جشنواره بین‌المللی فیلم مونترال کانادا را نصیب خود کرده‌است.

## خلاصه داستان
شهربانو، زنی تنها در میان جنگل‌های شمال است که از پدر پیر و بیمار خود پرستاری می‌کند او کابوس‌ها، آرزوها و رویاهایش را بر دیوار خانه‌اش نقاشی می‌کند. در سالیانی دور او به همراه نامزدش شهرام در جنگ تحمیلی به عنوان پزشک حضور داشته‌اند. شهربانو پس از زخمی شدن به اسارت درآمده و تا گردن او را در گودالی دفن می‌کنند، موشهای صحرایی پای مجروح اش را می‌جوند. او رنج سال‌های اسارت را به عشق نامزدش شهرام تحمل کرده‌است اما بعد از آزادی از زندانهای عراق در برگشت به میهن متوجه می‌شود که شهرام با صمیمی‌ترین دوست زندگی اش ازدواج کرده‌است. او تصمیم می‌گیرد …

## گروه تولید
- نویسنده، طراح صحنه و لباس، تدوین و کارگردان: محمدرضا وطن دوست
- تهیه‌کننده: محمدرضا وطن دوست، حمید شاه محمدی
- مدیر فیلمبرداری: فریدون شیردل
- صدا بردار: طاهر پیشوایی، روح اله جعفربیگلو
- صدا گذار: محسن روشن
- طراح گریم: مهری شیرازی
- مدیر تولید: محمدرضا رزاقی
- دستیاران کارگردان: علی صالحی، اسماعیل کلامی
- دستیاران تولید:مسلم بامداد، محسن پویانفر
- دستیاران صحنه و لباس: رحیم حاجی تبار، رضا حق‌شناس
- عکاس: محمود حق بیان

## بازیگران
- مریم رستمی
- سیاوش معتمدزاده
- احمد رجبی
- حسین کلامی
- ندا حبیبی
- بهروز اقیان
- یاسمین رستمی

## حاشیه‌های فیلم
- فیلم سینمایی «وقتی لیموها زرد شدند» در اولین حضور بین‌المللی خود روز ۱۲ شهریور در مجموعهٔ سینمایی لاتین کوارتیر شهرمونترال به روی پردهٔ نمایش رفت. وطن‌دوست نخستین نمایش این فیلم در روی پردهٔ سینما را به مادرش که ۱۰ روز پس از پایان فیلمبرداری این فیلم از دنیا رفته‌است تقدیم کرد و گفت: می‌دانم مادرم در این سالن نمایش حضور دارد. او به مادرش خوش‌آمد گفت.[۲]
- نویسندهٔ سینمایی نشریهٔ فستیوال این فیلم را فیلمی شاعرانه و دارای قابلیت مردم‌شناسی مطرح نمود و به بازی باور پذیر مریم رستمی اشاره نمود که با عضلات صورتش حرف می‌زد نه با زبان.[۲]
- در مراسم اختتامیه جشنواره بین‌المللی فیلم مونترال وطن‌دوست برای گرفتن جایزه روی سن رفت و بعد از تشویق بسیار حاضرین گفت: من می‌خواهم روی ابرها چیزی بنویسم و شما سعی کنید بخوانید… و سپس به صورت پانتومیم در میان سکوت حاضرین که با بهت و تعجب به او نگاه می‌کردند، شروع به نوشتن کرد. وطن‌دوست در جواب سؤال حاضران که چه چیزی بر روی ابرها نوشته است، گفت: «این جایزه را تقدیم به مادرم در آسمان‌ها و به پدرم بر زمین کردم.». وی با این جمله مورد تشویق بسیار حاضرین قرار گرفت.[۳]
- به گزارش خبرگزاری فارس، این فیلم در بخش جشنواره جشنواره‌ها جشنواره بین‌المللی فیلم فجر در کنار فیلم‌هایی چون «در جستجوی اریک» کن لوچ، «زمان باقی‌مانده‌است» ایلیا سلیمان و … به نمایش در خواهد آمد.[۴]
- به گزارش خبرگزاری فارس، ر جشنواره فیلم فجر مازندران؛ از کارگردان «وقتی لیموها زرد شدند» تجلیل شد قبل از اکران این فیلم در مراسمی نماینده مردم ساری، مدیرکل فرهنگ وارشاد اسلامی مازندران، مدیر حوزه هنری مازندران و بیش از هزار مازندرانی علاقه‌مند به سینما از محمدرضا وطن‌دوست و تعدادی از بازیگران این فیلم تجلیل شد. در این مراسم مدیرکل فرهنگ و ارشاد اسلامی مازندران از محمدرضا وطن‌دوست به عنوان یکی از افتخارات عرصه سینما در مازندران یاد کرد.[۵]
- پخش دقایق کوتاهی از فیلم وقتی لیموها زرد شدند ساخته محمدرضا وطن دوست فیلمساز جوان مازندرانی که جایزه بهترین فیلم جشنواره مونترال کانادا را کسب کرده‌است از دیگر برنامه‌های این مراسم بود. از سوی دبیرخانه نخستین جشنواره فیلم کوتاه برکت از محمدرضا وطن دوست سازنده فیلم وقتی لیموها زرد شدند با لوح سپاس و اهدای هدایایی با دست مدیرکل ارشاد مازندران تجلیل به عمل آمد. وی در لحظاتی اندک از اینکه در این جشنواره حضور داشت و مورد تجلیل قرار گرفت تقدیر کرد.[۶]

## بیانیه هیئت داوران
- تجلیل سرپرست داوران جشنواره بین‌المللی فیلم مونترال از «وقتی لیموها زرد شدند»

سرپرست هیئت داوران بخش مسابقه فیلم‌های اول بلند سینمایی مونترال گفت: وقتی لیموها زرد شدند … فیلمی شاعرانه و انسانی با تصاویر بسیار زیبا و شگفت‌انگیز است که با کارگردانی مسلط و دقیق و بازی‌های روان بازیگرانش، ما را وادار کرد تا جایزه بهترین فیلم را به این کارگردان خلاق ایرانی تقدیم کنیم.
- بیانیه هیئت داوران جشنواره بین‌المللی تیرانا آلبانی

هیئت داوران جشنواره بین‌المللی فیلم «تیرانا» در بیانیه خود اعلام کردند: «محمدرضا وطن دوست " کارگردان ایرانی بدون اینکه کنترل جزئی‌ترین چیزها را از دست بدهد، با ظرافت کامل ما را در طول داستانش هدایت می‌کند.»

## جوایز و افتخارات
- تندیس بهترین فیلم اول از جشنواره بین‌المللی فیلم مونترال کانادا ۲۰۰۹.[۳]
- کاندیدای بهترین فیلم در جشنواره بین‌المللی فیلم سائوپائولو برزیل ۲۰۰۹[۸]
- کاندیدای Arri-Zeiss-Awards برای بهترین فیلم در جشنواره بین‌المللی فیلم مونیخ ۲۰۱۰
- کاندیدای CineVision Award برای بهترین فیلم اول در جشنواره بین‌المللی فیلم مونیخ ۲۰۱۰
- کاندیدای بهترین فیلم در جشنواره بین‌المللی فیلم شانگهای چین ۲۰۱۰[۹]
- تندیس جایزه ویژه هیئت داوران برای بهترین فیلم از جشنواره بین‌المللی فیلم آوانکای پرتغال ۲۰۱۰.[۱۰]
- تندیس بهترین فیلمبرداری از جشنواره بین‌المللی فیلم آوانکای پرتغال ۲۰۱۰[۱۰]
- تندیس و دیپلم افتخار بهترین کارگردانی جشنواره بین‌المللی فیلم تیرانای آلبانی ۲۰۱۰[۷]
- کاندیدای بهترین فیلم در جشنواره بین‌المللی فیلم تیبارون آمریکا ۲۰۱۰
- کاندیدای بهترین فیلم در جشنواره بین‌المللی فیلم جیپور هند ۲۰۱۰
- کاندیدای بهترین فیلم در جشنواره بین‌المللی فیلم وایت هِد آمریکا ۲۰۱۱
- کاندیدای بهترین فیلم در جشنواره بین‌المللی فیلم ریل ورد کانادا ۲۰۱۱
- کاندیدای بهترین فیلم در جشنواره بین‌المللی فیلم مدیا ویو مجارستان۲۰۱۱
- تندیس بهترین فیلم از جشنواره فیلم ایران و آمریکا، واشینگتن ۲۰۱۴
- تندیس بهترین فیلم از جشنواره فیلم نور، لوس انجلس آمریکا ۲۰۱۴
- جایزه اول بهترین فیلم صلیب سرخ جهانی ICRC از جشنواره بین‌المللی فیلم رشد ۱۳۸۸
- جایزه بهترین فیلمبرداری از جشنواره بین‌المللی فیلم فجر ۱۳۸۷[۷]
- منتخب بخش جشنواره جشنواره‌های جشنواره بین‌المللی فیلم فجر ۱۳۸۸
- دیپلم افتخار و تجلیل و مرور آثار در سی و نهمین جشنواره بین‌المللی فیلم رشد (تهران- سینما فلسطین-۱۳۸۸)[۱۱]
- دیپلم افتخار و تجلیل دربیست و هشتمین جشنواره بین‌المللی فیلم فجر (مازندران-سینما سپهر-۱۳۸۸)[۱۲]
- دیپلم افتخار و تجلیل در جشنواره بین‌المللی فیلم رشد (مازندران-سینما سپهر-۱۳۸۸)
- دیپلم افتخار و تجلیل دراولین جشنواره فیلم کوتاه رحمت (مازندران-سینما جهان نما چالوس-۱۳۸۸)[۱۳]

### فیلم برگزیده فستیوال‌های
- جشنواره بین‌المللی فیلم مونترال کانادا۲۰۰۹
- جشنواره بین‌المللی فیلم سائوپائولو برزیل ۲۰۰۹[۸]
- جشنواره بین‌المللی فیلم مونیخ آلمان ۲۰۱۰
- جشنواره بین‌المللی فیلم شانگهای چین ۲۰۱۰[۹]
- جشنواره بین‌المللی فیلم سنگاپور۲۰۱۰[۱۴]
- جشنواره بین‌المللی فیلم آوانکاپرتغال ۲۰۱۰
- جشنواره بین‌المللی فیلم تیبارون آمریکا ۲۰۱۰[۱۵]
- جشنواره بین‌المللی فیلم مینیاپولیس آمریکا ۲۰۱۰
- جشنواره بین‌المللی فیلم تیرانا آلبانی ۲۰۱۰
- جشنواره بین‌المللی فیلم جیپور هند ۲۰۱۰
- جشنواره بین‌المللی فیلم وایت هِد آمریکا ۲۰۱۱
- جشنواره بین‌المللی فیلم ریل ورد کانادا ۲۰۱۱
- جشنواره بین‌المللی فیلم مدیا ویو مجارستان۲۰۱۱
- جشنواره بین‌المللی فیلم فجر ایران ۱۳۷۷
- جشنواره بین‌المللی فیلم رشد ایران ۱۳۸۸
- جشنواره بین‌المللی فیلم فجر ایران ۱۳۸۸ (جشنواره جشنواره‌های)[۱۶]
- جشنواره فیلم ایران و آمریکا ۲۰۱۴
- جشنواره فیلم نور، آمریکا ۲۰۱۴

## گفتگو با کارگردان
- «وطن دوست» در گفتگو با سوره سینما: «وقتی لیموها زرد شدند» از تأثیر جنگ بر روابط عاطفی انسانها می‌گوید.لینک گفتگو